# Moving Mountains
Moving Mountains ist eine amerikanische Post-Rock-/Indie-Rock-Band aus Purchase im Bundesstaat New York.

## Geschichte
Die Band fand 2005 zusammen und veröffentlichte 2007 ihr Debütalbum zuerst in Eigenregie, später wurde es u. a. bei Deep Elm Records neu aufgelegt. Weitere Alben erschienen 2011 und 2013.

## Stil
Die Besprechung zum selbstbetitelten 2013er-Tonträger wurde bei Sputnik Music damit eingeleitet, dass die Band für ihre „einzigartige Mischung aus Post-Rock, Post-Hardcore und Indie-Rock“ bekannt wurde. Zum zweiten Album Waves schrieb Joachim Hiller vom Ox-Fanzine, dass sich das Werk „bei genauerer Betrachtung als schwer zu ertragendes Schwülstrock-Epos auf den Spuren von U2“ erweise.

## Diskografie

### Alben
- 2007: Pneuma (Selbstveröffentlichung, Wiederveröffentlichung auf Count Your Lucky Stars Records, Deep Elm Records, Topshelf Records)
- 2011: Waves (Triple Crown Records, Make My Day Records)
- 2013: Moving Mountains (Triple Crown Records)

### Singles und EPs
- 2008: Foreword (Selbstveröffentlichung, u. a. Caetera Recordings, Topshelf Records)
- 2012: New Light (Topshelf Records)
- 2015: Split (Split-EP mit Prawn, Topshelf Records)
- 2015: Pneuma Remix (7"-EP, Topshelf Records)